# Gregorio Palomo
Gregorio Palomo Díaz, pintor español, nacido en 1935 en Burujón, en la provincia de Toledo, Castilla-La Mancha y fallecido en Madrid el 4 de abril de 1993.

## Formación
De formación autodidacta, en 1960 toma la decisión de depurar su técnica a partir de las obras de los grandes maestros expuestas en el Museo del Prado.
Su obra, de marcado hiperrealismo, en su mayoría óleo sobre lienzo o tabla, se encuentra distribuida por diversos países del mundo: Estados Unidos, Méjico, Colombia, Japón y Alemania y en numerosas instituciones españolas como el Palacio de la Zarzuela, el Museo de cera de Madrid, diversas Cajas de Ahorro, Cámaras de Comercio y colecciones privadas.
Sus temas preferidos son los retratos y bodegones. Es padre de Yolanda Palomo Castillo.

## Obra
Entre otras, La Modelo, Retrato de Felix Alcalá Galiano o el retrato de SSMM los reyes de España.

## Premios
- 1986. Premio de pintura "V Certamen de Trabajos Artísticos", Sevilla
- 1987. Premio de pintura "VI Concurso de Trabajos Artísticos", Madrid